# Little Valley (hrabstwo Cattaraugus)
Little Valley – wieś w Stanach Zjednoczonych, w stanie Nowy Jork, w hrabstwie Cattaraugus.